# 李察·普瑞爾
李察·富蘭克林·雷諾士·湯瑪斯·普瑞爾（英語：Richard Franklin Lennox Thomas Pryor，1940年12月1日—2005年12月10日）是一名美國男演員、脫口秀喜劇演員、編劇、製片人和導演。他以犀利的觀察和講故事的方式吸引了廣大的觀眾，得以列入是史上最偉大、最具影響力的脫口秀喜劇演員。
普瑞爾的脫口秀作品如《李察·普瑞爾：吸菸現場》（1971年）、《李察·普瑞爾：單口現場》（1979年）和《李察·普瑞爾：...此時此地》（1983年）。而他也發行過專輯《That Nigger's Crazy》（1974年）、《...Is It Something I Said?》（1974年）、《Bicentennial Nigger》（1976年）與《李察·普瑞爾：日落道現場》（1982年）。身為一名演員，普瑞爾曾出演電影《銀線號大血案》（1976年）、《藍領階級》（1978年）和《超人III》（1983年）。他時常與演員金·懷德及保羅·麥尼合作。
在他的職業生涯中，普瑞爾已獲得了一項艾美獎（1973年）和五座葛萊美獎（1974年、1975年、1976年、1981年和1982年）。1974年，他還獲得了美國幽默學院獎和美国编剧工会奖。而约翰·肯尼迪表演艺术中心則將史上首座馬克·吐溫美國幽默獎於1998年頒發給他。普瑞爾被列為喜劇中心史上最偉大的脫口秀喜劇演員名單中的第一名。2017年，《滾石》雜誌將他列入史上五十位最佳獨角喜劇人中的榜首。

## 早期生活
李察·普瑞爾出生於伊利诺伊州皮奥里亚，主要在祖母瑪麗·卡特（Marie Carter）經營的妓院長大，他的酗酒母親葛特魯德·L（Gertrude L.）是妓女，娘家姓為湯瑪斯（Thomas）。他的父親李羅伊·「卡特鹿」·普瑞爾（LeRoy "Buck Carter" Pryor，1915年6月7日至1968年9月27日）曾是名拳擊手和騙徒。母親在他10歲時拋棄他後，普瑞爾主要由祖母撫養；祖母瑪麗是個會對他施暴的高大女人。普瑞爾是祖母妓院養育的四個孩子中之一。他在7歲時就受到性虐待，並在14歲時被學校開除。在皮奥里亚期間，他在當地一家旅館成為了普林斯·霍爾共濟會的會員。
1958年到1960年間，普瑞爾曾在美国陆军服役，但幾乎把時間耗在軍隊監獄中服刑。根據1999年《紐約客》的一篇關於普瑞爾的文章中透露，普瑞爾因在駐紮於西德時所發生的一件事而遭到監禁。當時，一名白人士兵利用電影《春風秋雨》（1959年）中的種族主義橋段來過度嘲弄普瑞爾和其他幾名黑人士兵，而遭到普瑞爾等人毆打並刺傷，雖然並非致命傷，但普瑞爾等人竟遭到了處罰。

## 個人生活
1977年11月，經過多年的大量吸菸和飲酒，普瑞爾在37歲時患上輕度心臟病。於次年1月恢復並復出表演。1986年，他被診斷出患有多发性硬化症。1990年，普瑞爾在澳大利亞引起第二次的心臟病發作。他於1991年接受了第三次的心臟繞道手術。
2004年底，妹妹說他因多发性硬化症而失去了聲音。但於2005年1月9日，普瑞爾的妻子珍妮佛·李在普瑞爾官方網站上的一篇文章中反駁了此說法，根據本人所述：「我沒聽過這個關於我無法說話的事情...不是真的...我有美好的日子、糟糕的日子...但我仍然是一個會說話的混蛋！」

### 死亡
2005年12月10日，普瑞爾在過完65歲生日的九天後，他在洛杉磯突然心臟病發作。在他的妻子珍妮佛嘗試復甦他失敗後，普瑞爾被送往當地醫院。普瑞爾於太平洋時區上午7點58分被宣布死亡。珍妮佛表示：「最後，他臉上露出了笑容。」他被火化後，其骨灰被送給了他的家人。他的骨灰後來於2019年由珍妮佛灑在夏威夷哈納。法醫病理學家麥可·亨特（Michael Hunter）認為，普瑞爾的致命性心臟病發是由冠狀動脈疾病所引起，這有一小部分是因多年的吸菸習慣造成的。

## 延伸閱讀
- Bailey, Jason. . Raleigh, NC: The Critical Press. 2015. ISBN 9781941629130. OCLC 929499929.
- Balducci, Anthony. . Jefferson, NC: McFarland & Company . 2018. ISBN 978-1-4766-7382-0. OCLC 1013167477.
- Brown, Cecil. . Scotts Valley, Cal.: CreateSpace. 2013  [2019-01-24]. ISBN 9781481272049. OCLC 896479605. （原始内容存档于2020-12-08）.
- Haskins, James. . New York: Beaufort Books. 1984. ISBN 9780825302008. OCLC 474968281.
- Henry, David; Henry, Joe. . Chapel Hill, NC: Algonquin Books of Chapel Hill. 2013  [2019-01-24]. ISBN 9781616200787. OCLC 900929967. （原始内容存档于2020-12-08）.
- Pryor, Rain; Crimmins, Cathy. . New York: HarperCollins. 2006  [2019-01-24]. ISBN 9780061195426. OCLC 865250887. （原始内容存档于2020-12-08）.
- McCluskey, Audrey Thomas (编). . Bloomington, IN: Indiana University Press. 2008  [2019-01-24]. ISBN 9780253352026. OCLC 300041360. （原始内容存档于2020-12-08）.
- Rovin, Jeff. . London: Orbis. 1983. ISBN 9780856136979. OCLC 668427103.
- Saul, Scott. . New York: Harper. 2015  [2019-01-24]. ISBN 9780062123305. OCLC 869267234. （原始内容存档于2020-12-08）.
- Williams, John A.; Williams, Dennis A. . New York: Thunder's Mouth Press. 1991. ISBN 9781560250081. OCLC 23463494.

## 外部連結
- 李察·普瑞爾在互联网电影资料库（IMDb）上的資料（英文）
- TCM电影资料库上Richard Pryor的资料（英文）
- Richard Pryor: Stand-Up Philosopher, City Journal, Spring 2009 （页面存档备份，存于）
- Jennifer Lee Pryor在互联网电影资料库（IMDb）上的資料（英文）
- Post by Richard Pryor on his official website rebutting voice-loss rumors，存档于（存檔日期 2011-09-27）
- Richard Pryor's Legacy Lives On （页面存档备份，存于）
- Bright Lights Film Journal career profile，存档于Archive.today（存檔日期 2013-01-18）
- Richard Pryor at Emmys.com
- 在Find a Grave上的李察·普瑞爾
- Richard Pryor's Peoria （页面存档备份，存于）
- (video). PBS. 2014-11-23  [2019-06-24]. （原始内容存档于2019-09-05）. Biographical special—includes full version.